# Визит Роберта Фицо в Россию (2024)

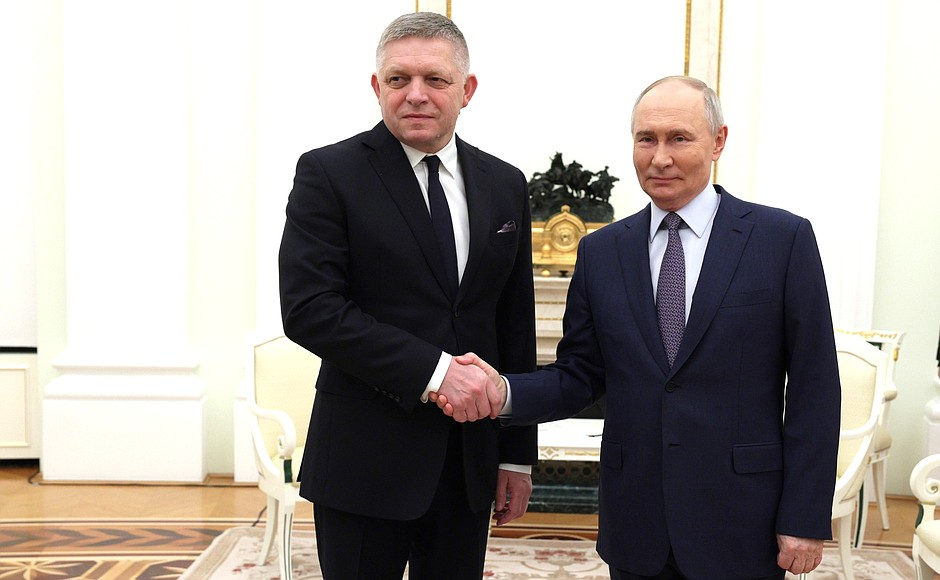
Официальная встреча Роберта Фицо и Владимира Путина

Визит Роберта Фицо в Россию (2024) состоялся 22 декабря 2024 года. В ходе поездки премьер-министр Словакии Роберт Фицо обсудил с президентом Российской Федерации Владимиром Путиным развитие двусторонних отношений и вопрос поставок российского газа и запланированное прекращение транзита через Украину с 1 января 2025 года. Это первая личная встреча глав Словакии и России с 2016 года. Фицо стал третьим лидером страны-члена Евросоюза, который приехал в Москву после начала вторжения России на Украину, после премьер-министра Венгрии Виктора Орбана и премьер-министра Австрии Карла Нехаммера.

## Предшествующие события
14 декабря 2024 года премьер-министр Словакии Робет Фицо заявил, что его правительство ведёт «очень интенсивные» переговоры о поставках природного газа на следующий год, в том числе о транзите топлива через территорию Украины.
19 декабря 2024 года Владимир Путин обозначил, что сделка, позволяющая странам Центральной Европы покупать российский газ через Украину, скоро закончится, несмотря на то, что дружественные России лидеры Евросоюза изо всех сил пытаются обеспечить себе постоянный доступ к дешевому топливу. Президент Украины Владимир Зеленский на пресс-конференции в Брюсселе заявил, что страна не пойдёт на транзит российского газа после 31 декабря 2024 года.
20 декабря 2024 года президент Сербии Александр Вучич сообщил, что 23 декабря состоится встреча Роберта Фицо с Владимиром Путиным в Москве для обсуждения вопросов, связанных с прекращением транзита российского газа через Украину с 1 января 2025 года. Премьер-министр Словакии Роберта Фицо после саммита Евросоюза в Брюсселе заявил, что из-за президента Украины Владимира Зеленского Словакии грозит «газовый кризис».
21 декабря 2024 года Роберт Фицо сообщил, что Владимир Зеленский предлагал ему в ходе переговоров в Брюсселе €500 млн из замороженных российских активов за поддержку членства Украины в НАТО. По словам Зеленского, Украина таким образом обеспечивала Словакии компенсацию за отмену транзита газа.

## Ход визита
22 декабря 2024 года состоялся визит премьер-министра Словакии Роберта Фицо в Москву. По словам пресс-секретаря президента РФ Дмитрия Пескова, встреча Роберта Фицо и Владимира Путина прошла в формате один на один. В рамках встречи были обсуждены вопросы двустороннего сотрудничества и конфликт на Украине. Разговор продолжался два часа.

## Реакция и оценки
23 декабря 2024 года Роберт Фицо заявил, что его встреча с Путиным была реакцией на слова президента Украины Владимира Зеленского о прекращении транзита российского газа. 10 января 2025 года премьер-министр Словакии сообщил, что на переговорах в Москве он обсудил с президентом РФ контракт с «Газпромом» на поставку газа. По словам Фицо, Путин обещал выполнить данные обязательства.
По мнению BBC, визит Роберта Фицо представляет собой важное событие и для Москвы, и для Европы. Для Кремля это возможность продемонстрировать отсутствие международной изоляции, а для Словакии и ЕС — обеспечить поставки относительно дешёвого газа.
По мнению The New York Times, визит Фицо стал ударом по европейскому единству, выступающему против вторжения России на Украину. France 24 отметило, что визит премьер-министра Словакии подчеркивает его пророссийскую позицию. По данным Politico, визит Фицо вызвал споры среди лидеров ЕС.
По мнению Института изучения войны, Владимир Путин использовал свою встречу с премьер-министром Словакии Робертом Фицо для продвижения кампании России по подрыву единства Запада в поддержке Украины.
Министр иностранных дел Чехии Ян Липавский раскритиковал визит Фицо в Москву и заявил, что его страна уже предприняла шаги по снижению своей энергетической зависимости от России. Похожая риторика прозвучала от президента Литвы Гитанаса Науседы.
24 декабря 2024 года Владимир Зеленский заявил, что Роберт Фицо хочет помочь России оттеснить «американский газ и энергетические ресурсы других партнеров от Европы».
26 декабря 2024 года Владимир Путин рассказал, что во время визита Фицо в Москву премьер-министр Словакии «прежде всего и главным образом, говорил о мирном урегулировании на украинском направлении».